# Csilla Fórián
Csilla Gondáné Fórián (* 2. Januar 1969 in Debrecen) ist eine ehemalige ungarische Badmintonspielerin.

## Karriere
1985 erkämpfte Csilla Fórián ihren ersten Titel bei den nationalen Juniorenmeisterschaften in Damendoppel mit Andrea Papp. Ein Jahr später verteidigten beide diesen Titel erfolgreich. 1989 gewann sie im Dameneinzel und im Mixed ihren ersten beiden Titel bei den Erwachsenen.
International war sie 1991 im Mixed mit Attila Nagy in Zypern und 1998 im Mixed mit Richárd Bánhidi in Rumänien im Damendoppel erfolgreich.
Höhepunkt der Karriere von Csilla Fórián war die Teilnahme an den Olympischen Spielen 1992, wo sie jedoch sowohl im Doppel als auch im Einzel jeweils in Runde 1 ausschied und damit 17. bzw. 33. wurde.

## Erfolge
| Saison | Veranstaltung                              | Disziplin   | Sieger                                |
| ------ | ------------------------------------------ | ----------- | ------------------------------------- |
| 1985   | Ungarn: Einzelmeisterschaften der Junioren | Damendoppel | Andrea Papp / Csilla Fórián           |
| 1986   | Ungarn: Einzelmeisterschaften der Junioren | Damendoppel | Andrea Papp / Csilla Fórián           |
| 1986   | Ungarn: Einzelmeisterschaften der Junioren | Mixed       | Zsolt Fábián / Csilla Fórián          |
| 1987   | Ungarn: Einzelmeisterschaften der Junioren | Damendoppel | Kinga Karácsony / Csilla Fórián       |
| 1987   | Ungarn: Einzelmeisterschaften der Junioren | Mixed       | Zsolt Radacs / Csilla Fórián          |
| 1987   | Ungarn: Einzelmeisterschaften der Junioren | Dameneinzel | Csilla Fórián                         |
| 1989   | Ungarn: Einzelmeisterschaften              | Dameneinzel | Csilla Forian                         |
| 1989   | Ungarn: Einzelmeisterschaften              | Mixed       | Csaba Kiss / Csilla Fórián            |
| 1990   | Ungarn: Einzelmeisterschaften              | Damendoppel | Csilla Fórián / Andrea Dakó           |
| 1990   | Ungarn: Einzelmeisterschaften              | Mixed       | Attila Nagy / Csilla Fórián           |
| 1991   | Cyprus International                       | Mixed       | Attila Nagy / Csilla Fórián           |
| 1992   | Ungarn: Einzelmeisterschaften              | Damendoppel | Csilla Fórián / Kinga Karácsony       |
| 1993   | Ungarn: Einzelmeisterschaften              | Mixed       | Richárd Bánhidi / Csilla Fórián       |
| 1993   | Ungarn: Einzelmeisterschaften              | Damendoppel | Csilla Fórián / Kinga Karácsony       |
| 1995   | Ungarn: Einzelmeisterschaften              | Damendoppel | Csilla Fórián / Kinga Karácsony       |
| 1996   | Ungarn: Einzelmeisterschaften              | Mixed       | Gyula Szalai / Csilla Fórián          |
| 1997   | Ungarn: Einzelmeisterschaften              | Damendoppel | Adrienn Kocsis / Csilla Fórián        |
| 1997   | Ungarn: Einzelmeisterschaften              | Dameneinzel | Csilla Fórián                         |
| 1997   | Ungarn: Einzelmeisterschaften              | Mixed       | Gyula Szalai / Csilla Fórián          |
| 1998   | Ungarn: Einzelmeisterschaften              | Mixed       | Richard Bánhidi / Csilla Fórián       |
| 1998   | Romanian International                     | Dameneinzel | Csilla Fórián                         |
| 1999   | Ungarn: Einzelmeisterschaften              | Mixed       | Ákos Károlyi / Csilla Fórián          |
| 2000   | Ungarn: Einzelmeisterschaften              | Damendoppel | Csilla Fórián / Kinga Karácsony       |
| 2001   | Ungarn: Einzelmeisterschaften              | Damendoppel | Krisztina Ádám / Csilla Fórián        |
| 2001   | Ungarn: Einzelmeisterschaften              | Mixed       | Ákos Károlyi / Csilla Fórián          |
| 2002   | Ungarn: Einzelmeisterschaften              | Mixed       | Richard Bánhidi / Csilla Fórián       |
| 2003   | Ungarn: Einzelmeisterschaften              | Damendoppel | Csilla Fórián / Kinga Karácsony       |
| 2003   | Ungarn: Einzelmeisterschaften              | Mixed       | Levente Csiszér / Csilla Fórián       |
| 2004   | Ungarn: Einzelmeisterschaften              | Mixed       | Levente Csiszér / Csilla Fórián       |
| 2005   | Ungarn: Einzelmeisterschaften              | Damendoppel | Csilla Fórián / Zsuzsa Czifra         |
| 2006   | Ungarn: Einzelmeisterschaften              | Dameneinzel | Csilla Gondáné Fórián                 |
| 2006   | Ungarn: Einzelmeisterschaften              | Damendoppel | Csilla Gondáné Fórián / Zsuzsa Czifra |